# Погост (Росія)

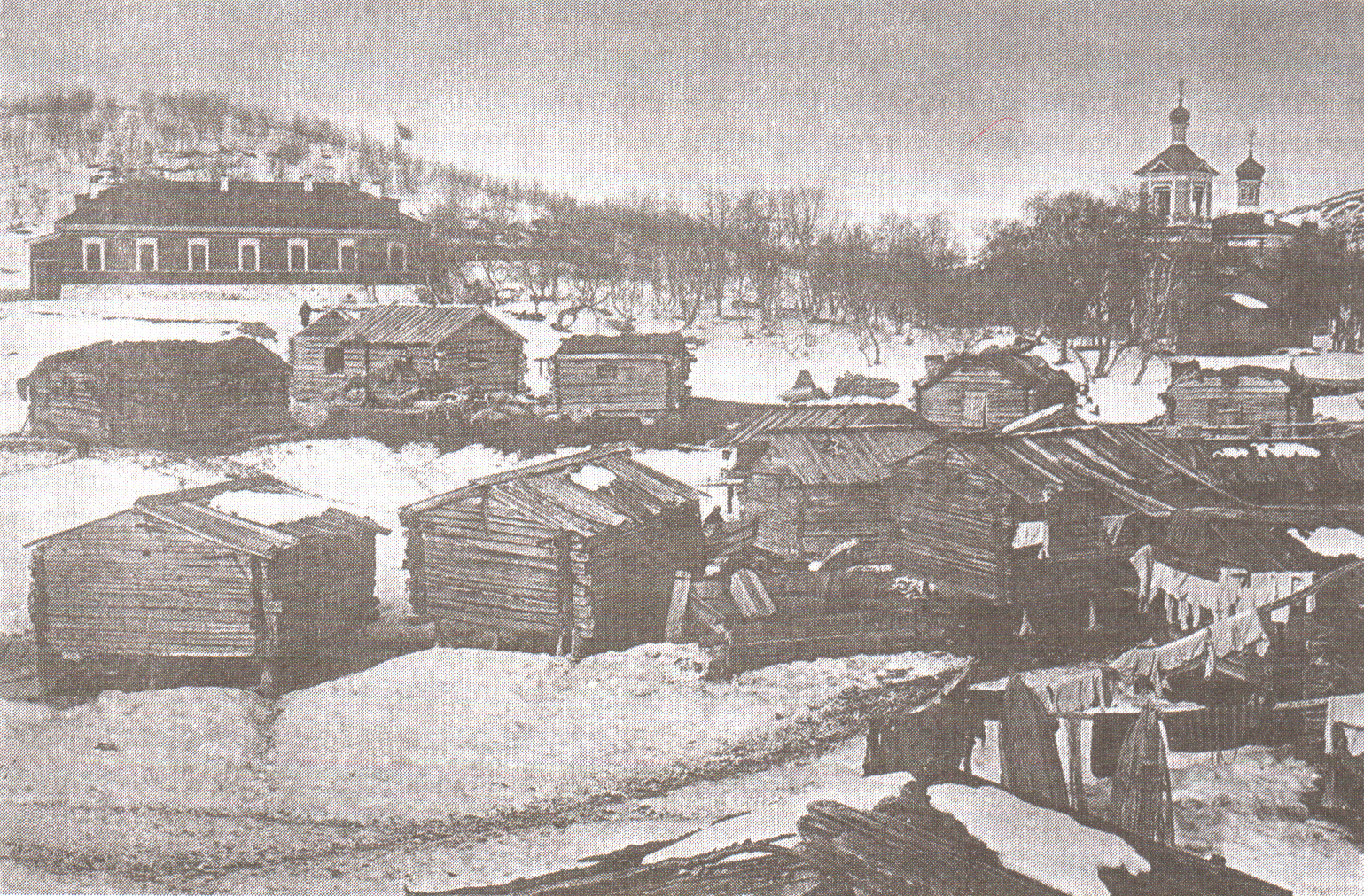
Пазрецький погост, де жили саами, Кольський півострів, фото 1911 року

Пого́ст — адміністративно-територіальна одиниця в Великому Московському князівстві, Московському царстві та Російській імперії у XIV—XVIII століттях.
Ймовірно поняття погосту успадковано Московією від Київської Русі.
У Московській державі назва «погост» набула особливого поширення у XV—XVII століттях, зокрема під ним розумілось невелике селище з церквою і цвинтарем (так це слово вживається і у фольклорі та літературі), тобто погостами іменувалися новозасновувані поселення росіян в процесі експансії на північ і північний схід. У таких поселеннях поруч з росіянами жили і інородці — представники підкорених народів, відповідно назвиваючись погостовими, наприклад «погостові зиряни» (сучасні комі) або «погостові лопарі» (сучасні саами).
На північно-західних землях Російської імперії (територія Архангельської губернії, затвердженої 1708 року) поділ на погости зберігався аж до 1775 року, а у назвах і сприйнятті місцевим населенням до початку ХХ століття.
Також в Росії називають цим словом сільське кладовище.

## Як складова топонімів
- Дмитровський Погост — село в Шатурському районі Московської області
- Ільїнський Погост — село в Орєхово-Зуєвському районі Московської області
- Ільїнський Погост — село в Тосненському районі Ленінградської області